# Блідарі (Кирліджеле, Вранча)
Блідарі (рум. Blidari) — село у повіті Вранча в Румунії. Входить до складу комуни Кирліджеле.
Село розташоване на відстані 155 км на північний схід від Бухареста, 11 км на захід від Фокшан, 80 км на захід від Галаца, 112 км на схід від Брашова.

## Населення
За даними перепису населення 2002 року у селі проживали 663 особи, усі — румуни. Усі жителі села рідною мовою назвали румунську.